# 20 centesimi di euro
20 centesimi di euro (0,20 €) è uno degli 8 tagli delle monete in euro. Come le monete da 10 e 50 centesimi è di colore oro, realizzata nella lega nota come oro nordico.

## Aspetto
La moneta da 20 centesimi ha un diametro di 22,25 mm, è spessa 2,14 mm e pesa 5,74 g. Il bordo è liscio con sette rientranze (fiore spagnolo).
Tutte le monete presentano una faccia comune detta rovescio e una specifica per ogni nazione chiamata dritto. Sul rovescio, opera di Luc Luycx (un artista e grafico belga vincitore del concorso europeo per il design delle nuove monete), è presente a destra il valore della moneta mentre sulla sinistra vi è un disegno raffigurante la mappa dell'Europa attraversata da 6 linee che uniscono 12 stelle. Il disegno richiama l'unità dell'Europa mentre le 12 stelle richiamano la bandiera europea.

## Facce nazionali
| Immagine                                                                                        | Paese                         | Autore                                         | Anno      |
| ----------------------------------------------------------------------------------------------- | ----------------------------- | ---------------------------------------------- | --------- |
|                                                                                                 | Andorra                       | Moles Disseny                                  | 2014-     |
| Chiesa di Santa Coloma                                                                          |                               |                                                |           |
|                                                                                                 | Austria                       | Josef Kaiser                                   | 2002-     |
| Il Belvedere a Vienna, esempio di architettura barocca                                          |                               |                                                |           |
|                                                                                                 | Belgio 1ª serie               | Jan Alfons Keustermans                         | 1999-2007 |
| Effigie di Re Alberto II e il suo monogramma reale                                              |                               |                                                |           |
|                                                                                                 | Belgio 2ª serie               | Jan Alfons Keustermans                         | 2008      |
| Effigie di Re Alberto II e il suo monogramma reale                                              |                               |                                                |           |
|                                                                                                 | Belgio 3ª serie               | Jan Alfons Keustermans                         | 2009-2013 |
| Effigie di Re Alberto II e il suo monogramma reale                                              |                               |                                                |           |
|                                                                                                 | Belgio 4ª serie               | Luc Luycx                                      | 2014-     |
| Effigie di Re Filippo e il suo monogramma reale                                                 |                               |                                                |           |
|                                                                                                 | Bulgaria                      | ?                                              | 2026-     |
| Cavaliere di Madara                                                                             |                               |                                                |           |
|                                                                                                 | Cipro                         | Tatiana Soteropoulos e Erik Maell              | 2008-     |
| Una nave Kyrenia                                                                                |                               |                                                |           |
|                                                                                                 | Croazia                       | Ivan Domagoj Račić                             | 2023-     |
| Ritratto di Nikola Tesla, sullo sfondo un motivo a scacchiera tratto dallo stemma della Croazia |                               |                                                |           |
|                                                                                                 | Estonia                       | Lembit Lõhmus                                  | 2011-     |
| Profilo dell'Estonia                                                                            |                               |                                                |           |
|                                                                                                 | Finlandia 1ª serie            | Heikki Häiväoja                                | 1999-2006 |
| Il leone araldico simbolo dello stato                                                           |                               |                                                |           |
|                                                                                                 | Finlandia 2ª serie            | Heikki Häiväoja                                | 2007      |
| Il leone araldico simbolo dello stato                                                           |                               |                                                |           |
|                                                                                                 | Finlandia 3ª serie            | Heikki Häiväoja                                | 2008-2010 |
| Il leone araldico simbolo dello stato                                                           |                               |                                                |           |
|                                                                                                 | Finlandia 4ª serie            | Heikki Häiväoja                                | 2011-     |
| Il leone araldico simbolo dello stato                                                           |                               |                                                |           |
|                                                                                                 | Francia                       | Laurent Jorio                                  | 1999-     |
| La Seminatrice                                                                                  |                               |                                                |           |
|                                                                                                 | Germania                      | Reinhart Heinsdorff                            | 2002-     |
| La Porta di Brandeburgo a Berlino                                                               |                               |                                                |           |
|                                                                                                 | Grecia                        | Georgios Stamatopoulos                         | 2002-     |
| Lo statista greco Ioannis Kapodistrias                                                          |                               |                                                |           |
|                                                                                                 | Irlanda                       | Jarlath Hayes                                  | 2002-     |
| La tradizionale arpa celtica                                                                    |                               |                                                |           |
|                                                                                                 | Italia                        | Maria Angela Cassol                            | 2002-     |
| Forme uniche della continuità nello spazio di Umberto Boccioni                                  |                               |                                                |           |
|                                                                                                 | Lettonia                      | Laimonis Šēnbergs                              | 2014-     |
| Stemma completo della Lettonia                                                                  |                               |                                                |           |
|                                                                                                 | Lituania                      | Antanas Žukauskas                              | 2015-     |
| Il Cavaliere Vytis, eroico cavaliere e simbolo nazionale                                        |                               |                                                |           |
|                                                                                                 | Lussemburgo                   | Yvette Gastauer-Claire                         | 2002-     |
| Effigie del Granduca Enrico                                                                     |                               |                                                |           |
|                                                                                                 | Malta                         | Noel Galea Bason                               | 2008-     |
| Lo stemma della Repubblica di Malta                                                             |                               |                                                |           |
|                                                                                                 | Principato di Monaco 1ª serie | Nicolas Cozon e Bernard Baron                  | 2001-2005 |
| Un cavaliere del Principato, presente sul sigillo di Stato                                      |                               |                                                |           |
|                                                                                                 | Principato di Monaco 2ª serie | Nicolas Cozon                                  | 2006-     |
| Monogramma del principe Alberto II                                                              |                               |                                                |           |
|                                                                                                 | Paesi Bassi 1ª serie          | Bruno Ninaber van Eyben                        | 1999-2013 |
| Ritratto di profilo della Regina Beatrice posizionato su uno sfondo stellato                    |                               |                                                |           |
|                                                                                                 | Paesi Bassi 2ª serie          | Erwin Olaf                                     | 2014-     |
| Ritratto di profilo del re Guglielmo Alessandro                                                 |                               |                                                |           |
|                                                                                                 | Portogallo                    | Victor Manuel Fernandes dos Santos             | 2002-     |
| Sigillo reale del 1142                                                                          |                               |                                                |           |
|                                                                                                 | San Marino 1ª serie           | František Chochola e Ettore Lorenzo Frapiccini | 2002-2016 |
| San Marino raffigurato in un dipinto della scuola del Guercino                                  |                               |                                                |           |
|                                                                                                 | San Marino 2ª serie           | Arno Ludwig                                    | 2017-     |
| Le tre Torri di San Marino                                                                      |                               |                                                |           |
|                                                                                                 | Slovacchia                    | Ján Cernaj e Pavol Károly                      | 2009-     |
| Il castello di Bratislava                                                                       |                               |                                                |           |
|                                                                                                 | Slovenia                      | Miljenko Licul, Maja Licul e Janez Boljka      | 2007-     |
| Una coppia di cavalli lipizzani, con l'iscrizione "LIPICANEC" ("Lipizzani" in sloveno)          |                               |                                                |           |
|                                                                                                 | Spagna 1ª serie               | Begoña Castellanos                             | 1999-2009 |
| Ritratto dello scrittore Miguel de Cervantes                                                    |                               |                                                |           |
|                                                                                                 | Spagna 2ª serie               | Begoña Castellanos                             | 2010-     |
| Ritratto dello scrittore Miguel de Cervantes                                                    |                               |                                                |           |
|                                                                                                 | Città del Vaticano 1ª serie   | Guido Veroi e Uliana Pernazza                  | 2002-2005 |
| Effigie di papa Giovanni Paolo II                                                               |                               |                                                |           |
|                                                                                                 | Città del Vaticano 2ª serie   | Daniela Longo e Ettore Lorenzo Frapiccini      | 2005      |
| Stemmi del Cardinale Camerlengo e della Camera Apostolica                                       |                               |                                                |           |
|                                                                                                 | Città del Vaticano 3ª serie   | Daniela Longo e Ettore Lorenzo Frapiccini      | 2006-2013 |
| Effigie di papa Benedetto XVI                                                                   |                               |                                                |           |
|                                                                                                 | Città del Vaticano 4ª serie   | Patrizio Daniele e Maria Carmela Colaneri      | 2014-2016 |
| Effigie di papa Francesco                                                                       |                               |                                                |           |
|                                                                                                 | Città del Vaticano 5ª serie   | Daniela Longo e Maria Carmela Colaneri         | 2017-     |
| Stemma di Papa Francesco                                                                        |                               |                                                |           |